# Động đất Cao Hùng 2010
Động đất Cao Hùng 2010 (tiếng Trung: 2010年高雄地震) là trận động đất xảy ra vào lúc 08:18:51 TST, ngày 4 tháng 3 năm 2010. Trận động đất có cường độ 6,3 Mw, tâm chấn độ sâu khoảng 5 km. Hậu quả trận động đất đã làm 96 người bị thương.